# Jamaïque aux Jeux olympiques d'hiver de 2002
Les Jeux de Salt Lake City constituent la cinquième participation de la Jamaïque à des Jeux olympiques d'hiver. Sa délégation comprenant deux athlètes (deux hommes) ne couvre que les épreuves de bobsleigh. La nation terminera 28e de la catégorie du bob à deux pour son unique participation à une épreuve, elle ne remporte donc aucune médaille.

## Athlètes engagés

### Bobsleigh
Les deux athlètes engagés (deux hommes) participent au bob à deux et forment l'unique équipage jamaïcain.
| Bob   | Noms                       | Discipline | Course 1 | Course 1 | Course 2 | Course 2 | Course 3 | Course 3 | Course 4 | Course 4 | Total         | Total |
| Bob   | Noms                       | Discipline | Temps    | Rang     | Temps    | Rang     | Temps    | Rang     | Temps    | Rang     | Temps         | Rang  |
| ----- | -------------------------- | ---------- | -------- | -------- | -------- | -------- | -------- | -------- | -------- | -------- | ------------- | ----- |
| JAM-1 | Lascell Brown Winston Watt | Two-man    | 48 s 59  | 27       | 48 s 58  | 26       | 49 s 01  | 28       | 48 s 76  | 27       | 3 min 14 s 94 | 28    |